# Vasile Popovici (om politic)

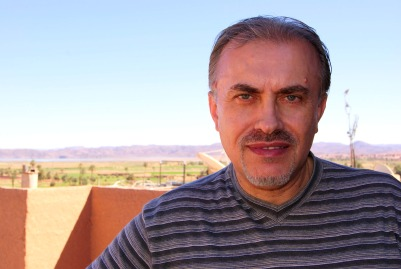
Maroc, 2010

Vasile Popovici (n. 13 mai 1956, Cuveșdia, România) este un fost deputat român în legislatura 1992-1996, ales în județul Timiș pe listele partidului PL'93/PAC. Vasile Popovici a fost ambasador al României în Portugalia (2006 - 2011) și în Regatul Maroc (2011 - 2016). Este, totodată, scriitor, critic literar și profesor universitar la Universitatea de Vest din Timișoara, fiind titularul cursurilor de literatură franceză modernă (nivel licență) și susținând cursuri generale și de specialitate pentru programele masterale din cadrul Facultății de Litere, Istorie și Teologie. 